# 50687 Paultemple
50687 Paultemple este un asteroid din centura principală de asteroizi.

## Descriere
50687 Paultemple este un asteroid din centura principală de asteroizi. A fost descoperit pe 10 martie 2000 din Munții Santa Catalina de Richard Erik Hill. Asteroidul prezintă o orbită caracterizată de o semiaxă mare de 2,57 ua, o excentricitate de 0,13 și o înclinație de 22,7° în raport cu ecliptica.